# Paweł Malowaniec
Paweł Malowaniec (ur. 13 czerwca 1972) – polski judoka i zawodnik kurash, sambo, ju jitsu, bjj.
Były zawodnik klubów: WKS Śląsk Wrocław (1989-2001), TS Gwardia Opole (2002-2007). Zawodnik niemieckiego klubu PSV Braunschweig. Drużynowy mistrz Niemiec. Siedmiokrotny medalista mistrzostw Polski seniorów: dwukrotny srebrny (2003 w kat. powyżej 100 kg, 2005 w mistrzostwach Polski OPEN) oraz pięciokrotny brązowy. Dwukrotny  drużynowy mistrz Polski juniorów. Mistrz Polski modern ju jitsu.. Wicemistrz świata w Kurash Antalya Turcja. III m ME Mińsk, II m ME Saloniki. Prezes Polskiej Federacji Sambo i Kurash. Łącznie jedenaście tytułów mistrza Polski. 
Prezes stowarzyszenia Sport Kontakt.  Założyciel i Prezes UKS Olimp Oława.Wicemistrz i dwukrotny mistrz Polski młodzieżowców judo. Pięciokrotny akademicki mistrz Polski seniorów. Brązowy medalista akademickich mistrzostw Świata. Praga.   
Mistrz Europy BJJ Lizbona. Piąte miejsce mistrzostwa Świata Ju jitsu Punta del Este Urugwaj. Uczestnik Mistrzostw Europy w Sambo Tiblilisi. Reprezentant Polski na mistrzostwach świata armii Santk Petebusrg, Dubrownik, Rzym. Zwycięzca kilkudziesięciu turniejów w judo ju jitsu bjj, sambo na całym świecie. Dziennikarz, redaktor naczelny portalu likesport.pl, prywatny przedsiębiorca. 